# Unter fremden Sternen (EP)
Unter fremden Sternen ist das siebte Extended-Play-Album des österreichischen Schlagersängers Freddy Quinn, das 1959 im Musiklabel Polydor (Nummer 21 081 EPH) erschien.

## Plattencover
Auf dem Plattencover ist ein nachdenklich wirkender Freddy Quinn zu sehen, der mit einem blauen langärmligen und aufgekrempelten Hemd und einer schwarzen Weste bekleidet ist und auf seiner Farm sitzt.

## Musik
Die Lieder sind Originalaufnahmen aus dem Film Freddy unter fremden Sternen mit Freddy Quinn in der Hauptrolle. Alle vier Lieder wurden von Lotar Olias geschrieben, bei Unter fremden Sternen war Aldo von Pinelli beteiligt, bei Guitar Playing Joe schrieb Freddy Quinn mit und bei Du musst alles Vergessen (Ay-Ay-Ay-Amigo) Günter Loose.
Unter fremden Sternen / Du musst alles vergessen wurde im September 1959 als Single veröffentlicht und kam 1959 in den deutschen Charts auf Platz eins und war neun Wochen in den Charts. In Belgien belegte die Single Platz zehn und war 16 Wochen in den Charts. In den Niederlanden kam sie bis auf Platz elf und war 22 Wochen lang in den Charts vertreten.

## Titelliste
Das Album beinhaltet folgende vier Titel:
- Seite 1

1. Unter fremden Sternen (fährt ein weißes Schiff nach Hongkong)
2. Guitar Playing Joe (englisch)

- Seite 2

1. Du musst alles vergessen (Ay-Ay-Ay-Amigo)
2. Film-Rhythmen

## Weitere Veröffentlichungen
Unter dem Titel Bajo Las Estrellas wurde das Extended-Play-Album 1960 mit den spanischen Liedtiteln Bajo Las Estrellas, Ay -ay-ay Amigor, Joe y Su Guitarra und Ritmos de Pelicula in Spanien veröffentlicht. Die Spanien-Version wurde zudem mit einem neuen Plattencover herausgegeben, wo Freddy Quinn in Großaufnahme und im verschwommenen Hintergrund ein großes Schiff zu sehen ist.